# Грумес
Грумес (итал. Grumes) је насеље у Италији у округу Тренто, региону Трентино-Јужни Тирол.
Према процени из 2011. у насељу је живело 328 становника. Насеље се налази на надморској висини од 855 м.

## Становништво
| 1931. | 1936. | 1951. | 1961. | 1971. | 1981. | 1991. | 2001. | 2011. |
| ----- | ----- | ----- | ----- | ----- | ----- | ----- | ----- | ----- |
| 723   | 651   | 589   | 610   | 529   | 452   | 412   | 477   | 438   |